# 1979 ve fotografii

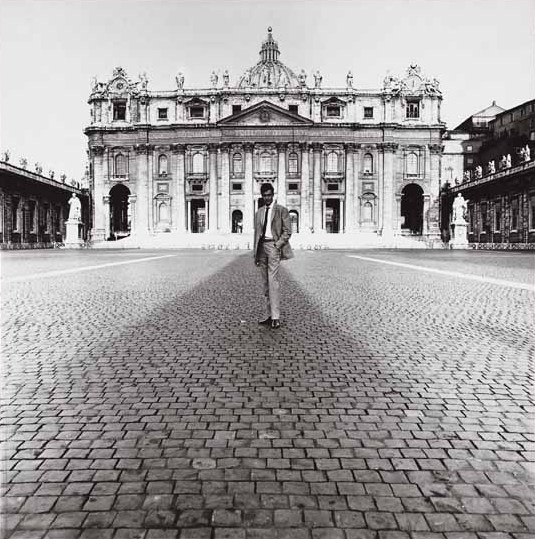
Lothar Wolleh v září 1979 zemřel

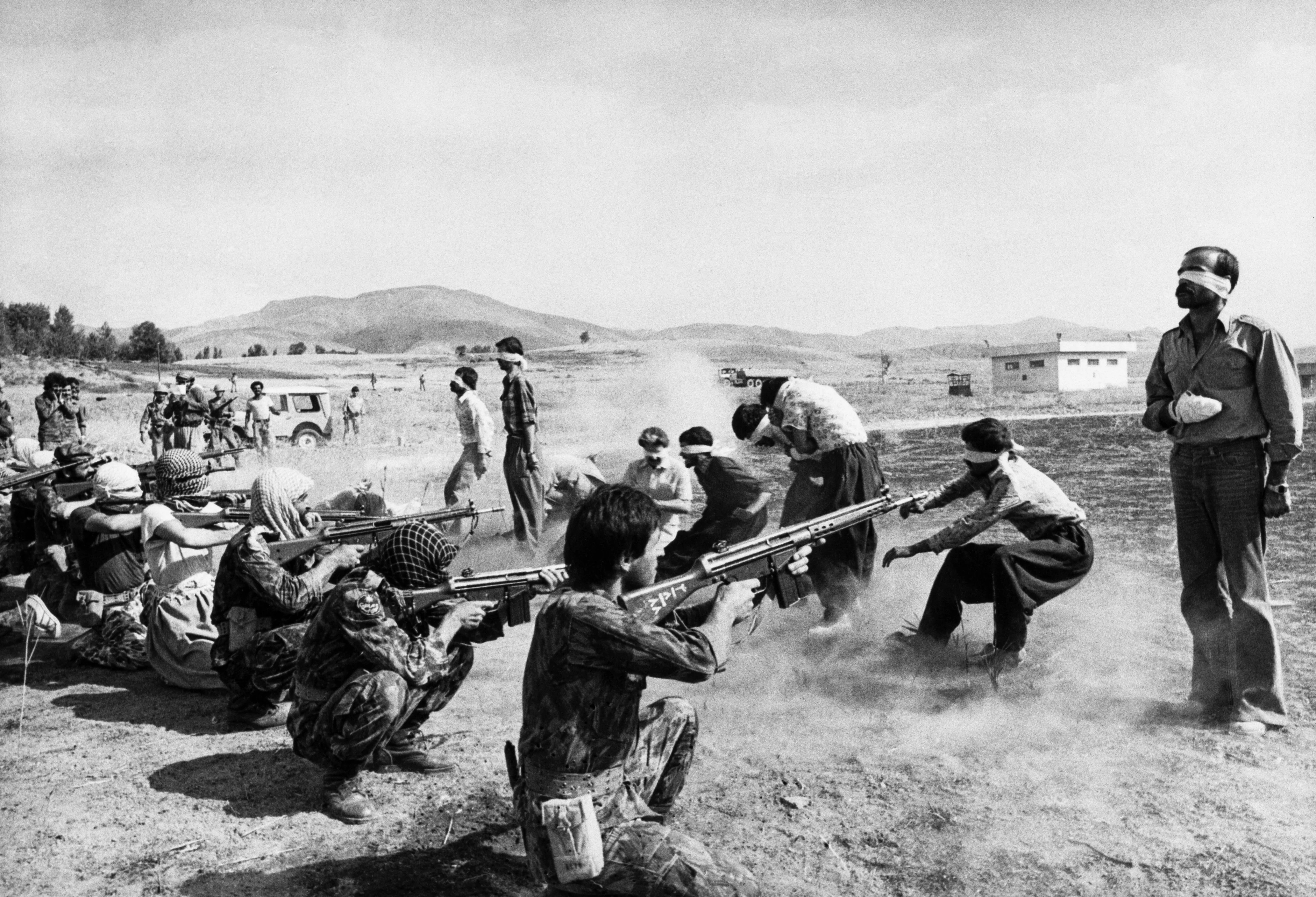
Jahangir Razmi: Firing Squad in Iran, 27. srpna 1979, který v roce 1980 získal ocenění Pulitzer Prize for Spot News Photography

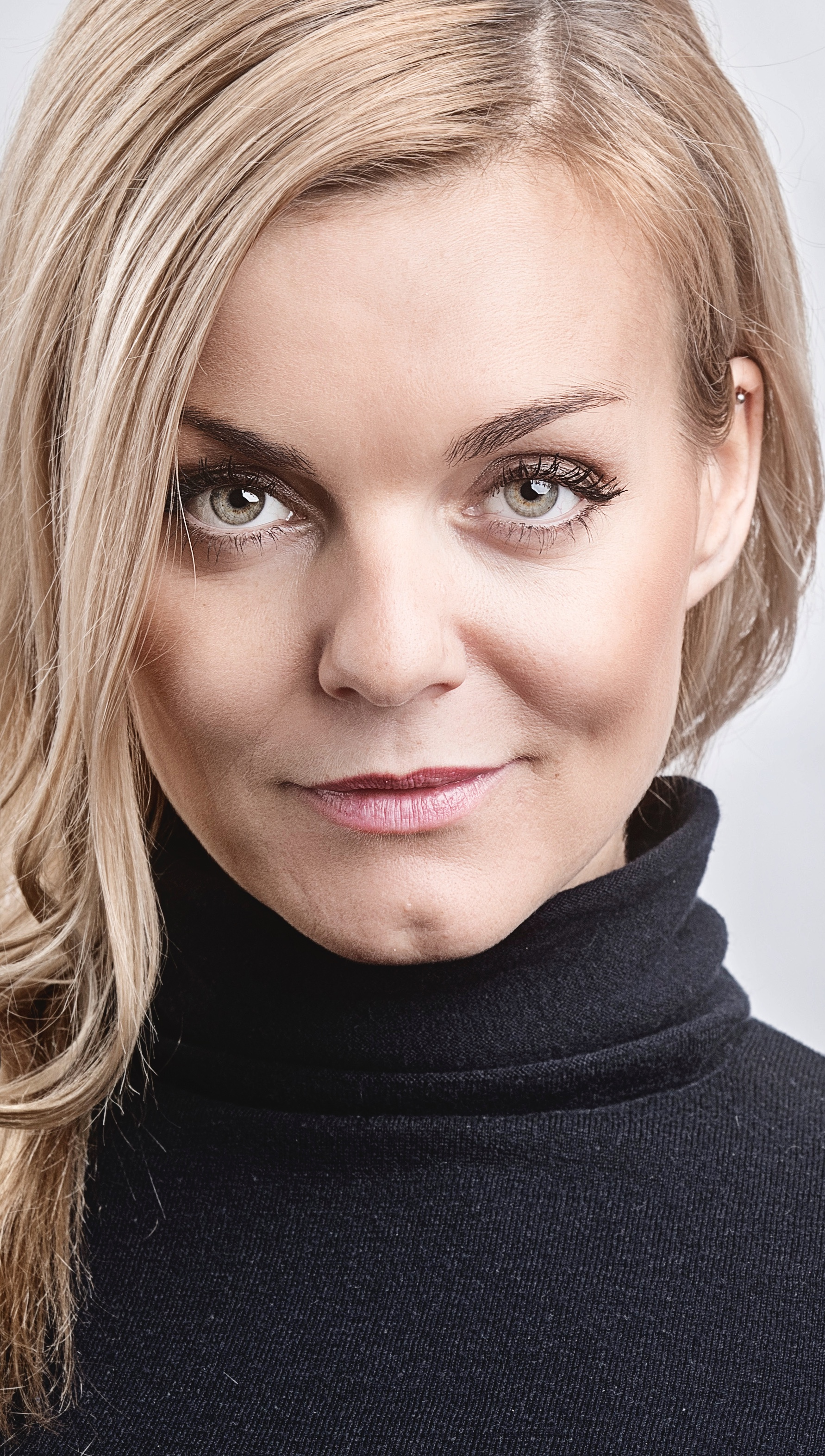
Jarmila Štuková se narodila v tomto roce

Tento článek obsahuje významné fotografické události v roce 1979.

## Události
- Íránský fotograf Jahangir Razmi pořídil dne 27. srpna 1979 fotografii s názvem Firing Squad in Iran, za kterou o rok později získal ocenění Pulitzer Prize for Spot News Photography.
- 4. března – Americký Voyager 1 pořídil první fotografie velké rudé skvrny a prstenců kolem Jupiteru.
- Rencontres d'Arles červenec–září

## Ocenění
- World Press Photo – David Burnett
- Prix Niépce – Françoise Saur
- Prix Nadar – PHOTOGRAPHIES 1947–1977 Richard Avedon (vydal: Denoël-Filippachi)
- Cena Oskara Barnacka – cena byla založena
- Grand Prix national de la photographie  – Willy Ronis
- Cena Ericha Salomona – Der 7. Sinn
- Cena za kulturu Německé fotografické společnosti – Andor Kraszna-Krausz, Allan Porter  a Wolf Strache

- Zlatá medaile Roberta Capy – Kaveh Golestan, Time
- Pulitzerova cena
  -  Pulitzer Prize for Spot News Photography – Thomas J. Kelly III, Pottstown Mercury, Pennsylvania, za sérii nazvanou Tragédie na Sanatoga Road.
  -  Pulitzer Prize for Feature Photography – Fotografové Boston Herald American, „za fotografickou dokumentaci vánice z roku 1978.“

- Cena za fotografii Ihei Kimury – Micuaki Iwagó a Seidži Kurata
- Cena Nobua Iny – Satoši Kuribajaši

- Prix Paul-Émile-Borduas – Julien Hébert

## Významná výročí

### Výročí narození
- Edward Steichen, americký fotograf (27. března 1879 – 25. března 1973)

### Výročí úmrtí
- Julia Margaret Cameronová, britská fotografka (11. června 1815 – 26. ledna 1879)
- Antoine Hercule Romuald Florence, francouzsko-brazilský malíř a vynálezce (1804–1879)

## Velké výstavy
- Výstava Robert Doisneau v musée d'art moderne de la Ville de Paris; Doisneau získal cenu za snímek Dítě a holubice (fotografie) a vydal knížku Trois secondes d'éternité.

## Narození v roce 1979

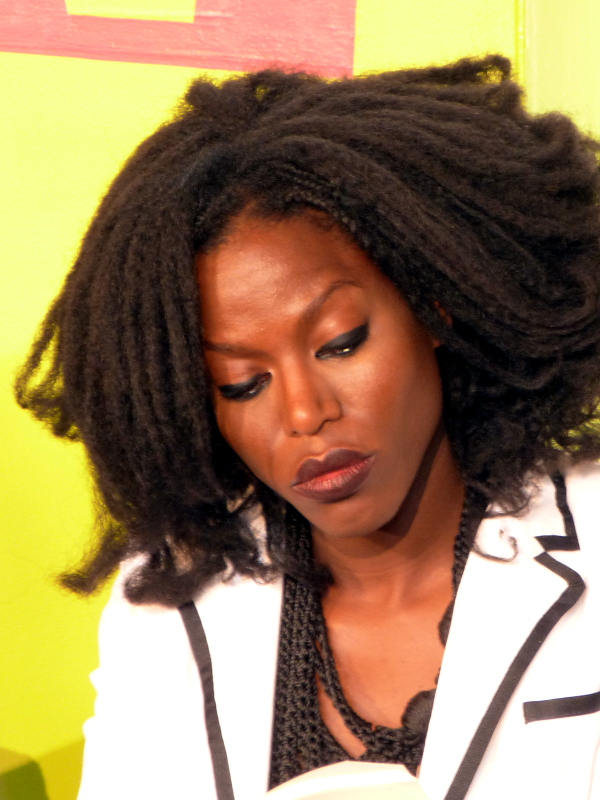
Dne 2. listopadu se narodila Taiye Selasi, americká spisovatelka a fotografka původem z Nigérie a Ghany

- 8. ledna – Andreas Riesner, rakouský lyžařský průvodce, alpský novinář a fotograf († 8. února 2012)
- 28. února – Antonio Faccilongo, talský dokumentární fotograf a filmař
- 8. března – Terje Sørgjerd, norský fotograf přírody a filmař
- 14. dubna – Timothy Hannem, francouzský ilustrátor, bloger a fotograf
- 20. dubna – Lukáš Horký, český fotograf, grafik, vizuální umělec a hudebník
- 1. května – Ben Easter, americký herec a fotograf
- 13. července – Jarmila Štuková, česká fotoreportérka a dokumentaristka
- 9. srpna – Jakub Klimo, slovenský fotograf
- 23. října – Tereza Velíková, česká vizuální umělkyně a fotografka
- 2. listopadu – Taiye Selasi, americká spisovatelka a fotografka původem z Nigérie a Ghany
- 17. listopadu – Mads Nissen, dánský fotograf
- 29. listopadu – Gabi Buzek, polská výtvarná umělkyně, malířka, fotografka, odborná asistentka na Fakultě průmyslových forem Akademie výtvarných umění Jana Matejky v Krakově
- ? – Chálid al-Misslam, katarský fotograf, který zemřel během mistrovství světa ve fotbale v roce 2022 v Kataru († 10. prosince 2022)[1]
- ? – Bára Prášilová, česká portrétní a módní fotografka, patří do generace mladých českých fotografek z počátku 21. století spolu s dalšími autorkami jako například Barbora Krejčová, Dita Pepe, Kateřina Držková nebo Tereza Vlčková
- ? – Ellen Reissová, norská literární vědkyně, spisovatelka, redaktorka a fotografka
- ? – Esther Horvathová, maďarská dokumentární fotografka působící v USA
- ? – Lorenzo Tugnoli, italský fotoreportér
- ? – Saïdou Dicko, burkinafaský fotograf, malíř a kameraman
- ? – Samuel Aranda, španělský fotožurnalista
- ? – Anna Liminowiczová, polská fotografka a reportérka
- ? – Karolina Breguła, polská multimediální umělkyně, fotografka, režisérka a akademička, produkuje fotografie, filmy, instalace a umělecké akce v městském prostoru
- ? – Anna Owczarz-Dadan, polská grafická designérka, nakladatelka, fotografka, autorka více než 30 knih o počítačové grafice a fotografii, lektorka specializující se mimo jiné na Adobe Photoshop
- ? – Mimoza Veliu, albánská fotografka
- ? – Anna Vojtenko, ukrajinská fotografka a dokumentaristka
- ? – Leona Telínová, česká výtvarnice a fotografka žijící a tvořící v Praze
- ? – Evangelía Kranióti, řecká fotografka
- ? – Douraïd Souissi, tuniský fotograf
- ? – Deana Lawsonová, afroamerická fotografka a profesorka

## Úmrtí v roce 1979
- 3. ledna – Vladimír Kozák, český cestovatel, fotograf, filmař a etnolog (* 19. dubna 1897)
- 29. ledna – Maria Chrząszczowa, polská umělecká a dokumentární fotografka a členka Svazu polských uměleckých fotografů, fotografie architektury, dokumentace zničené poválečné Varšavy, Vratislavi, Jelení Hory, koncentračního tábora Osvětim (* 18. června 1913)
- 22. února – Tójó Mijatake, japonsko-americký fotograf, nejznámější svými fotografiemi z Manzanaru během druhé světové války (* 1895)
- 16. května – Martin Salcman, český malíř, ilustrátor, fotograf, učitel malby na fakultě architektury ČVUT a profesor na Vysoké škole pedagogické (pedagogické fakultě Karlovy univerzity) (* 7. května 1886)
- 23. května – Nora Dumasová, maďarská fotografka působící v Paříži (* 1890)
- 25. června – Philippe Halsman, americký portrétní fotograf (* 2. května 1906)
- 3. července – François Kollar, francouzský fotograf slovenského původu (* 1904)
- 8. července – Fred Erismann, švýcarský divadelní a portrétní fotograf (* 17. ledna 1891)
- 28. září – Lothar Wolleh, německý fotograf (* 20. ledna 1930)
- 3. října – Helen Johnsová Kirtlandová, americká fotožurnalistka a válečná korespondentka (* 28. března 1890)
- 30. listopadu – Laura Gilpinová, americká fotografka (* 22. dubna 1891)
- 2. prosince – Elen Loftesnesová, norská fotografka portrétů i krajin, provozovala fotografické studio a obchod v Sogndalu v letech 1930–1962 (* 9. ledna 1905)
- 9. prosince – Gerti Deutsch, rakouská fotografka (* 19. prosince 1908)
- 10. prosince – Magdalene Normanová, norská fotografka, fotografovala převážně portréty, ale i krajiny, vedla ateliéry v Andenes, Harstadu, Larviku a v Kjøpsviku (* 1. ledna 1877)
- ? – William Rider-Rider, britský válečný fotograf (* 1889)
- ? – Viktor Sergejevič Kinělovskij, sovětský fotograf a fotožurnalista (* 1899)
- ? – Josep Masana, španělský fotograf
- ? – Carol Jerrems, australský fotograf